# Reino da Albânia (Cáucaso)
Albânia (em grego:  Αλβανεια, em latim: Albania) ou Albânia caucasiana (em armênio/arménio:  Կովկասյան Ալբանիա, em azeri:  Qafqaz Albaniyası, em russo:  Кавказская Албания, em persa: آلبانیای قفقاز) foi um antigo reino formado no final do século II - meados do I a.C. na Transcaucásia oriental. Ocupava o sul da atual República do Daguestão e grande parte do Azerbaijão.

## Denominação
O termo Albânia do Cáucaso ou Albânia caucasiana é um exônimo moderno usado para evitar confusão com a atual Albânia balcânica, que não tem conexões geográficas ou históricas conhecidas com a Albânia caucasiana. O nome "Albânia" vem do latim e significa terras brancas, aludindo às suas montanhas cobertas de neve.
Os endônimos modernos para a área são Aguanque e Aluanque, entre o povo Udi, que se considera descendente dos habitantes da Albânia caucasiana. No entanto, seu endônimo original é desconhecido.

## Geônimos
Aluanque / Aguanque (armênio antigo: Աղուանք, translit.: Ałuankʿ; armênio moderno: Աղվանք, translit.: Aġvank') é o nome armênio para a Albânia caucasiana. Autores armênios mencionam que o nome deriva da palavra “ału” (“աղու”), que significa amável em armênio. O termo Aguanque é polissêmico e também é usado em fontes armênias para denotar a região entre os rios Cura e Araxes como parte da Armênia (Arrã). No último caso, às vezes é usado na forma “Aluanque armênio” ou “Hai-Aluanque”.
O historiador armênio da região, Moisés de Calancatua, que deixou o único relato histórico mais ou menos completo sobre a região, explica o nome Aguanque como uma derivação da palavra ału (armênio para doce, macio, terno), que, segundo ele, era o apelido do primeiro governador da Albânia caucasiana, Arrã, e se referia à sua personalidade indulgente. Moisés de Calancatua e outras fontes antigas explicam Arrã ou Arã como o nome do lendário fundador da Albânia caucasiana (Aguã) ou mesmo da tribo iraniana conhecida como alanos (Alani), que em algumas versões era filho do filho de Noé, Jafé. James Darmesteter, tradutor do Avestá, comparou Arrã com Airyanem Vaejah, que ele também considerava estar na região de Araxes-Ararate, embora as teorias modernas tendam a colocá-la no leste do Irã.
O nome parto para a região era Ardã / Arrã (em persa médio: Arran). O árabe era Arrã (ar-Rān). Em georgiano, era conhecido como რანი (Rani). No grego antigo, era chamada de Ἀλβανία Albanía. Não se sabe como eram chamados seus habitantes.

## História
A história da Albânia antes do século VI a.C. é desconhecida.

### Albânia na época de Estrabão

Mapa do Cáucaso em

Os albaneses viviam como pastores, parecidos com tribos nômades, mas sem serem selvagens, e não eram predispostos à guerra. Eles não cultivavam a terra, que produzia todo tipo de fruta. Os homens se distinguiam por sua beleza e tamanho, eram simples e não fraudulentos, não usavam moedas cunhadas, não sabiam contar números maiores que cem e faziam trocas por escambo. Eles eram ignorantes de pesos e medidas, e não tinham muitos conhecimentos sobre guerra, governo ou agricultura. Eles lutavam a pé ou a cavalo, usando armaduras leves ou pesadas, assim como os armênios.
Eles podiam levantar um exército numeroso, como o exército de 60.000 de infantaria e 22.000 de cavalaria com que se opuseram a Pompeu.
Na época de Estrabão (7 d.C. ou 18 d.C.), apenas um rei governava todos os albaneses, mas antes cada tribo tinha seu rei e sua língua própria; havia vinte e seis línguas diferentes.
Seus principais deuses eram o Sol, Júpiter e a Lua, sendo esta o deus supremo. O culto à Lua era feito com sacrifício humano.
Os anciãos eram tratados com muito respeito, mas era considerado ímpio se preocupar com a morte ou mencionar o nome dos que morreram; os mortos eram enterrados com seu dinheiro.
Estrabão menciona que as amazonas viviam logo ao norte da Albânia, mas depois mostra-se cético com relação às histórias sobre elas.

### Era Meda e Aquemênida
De acordo com uma hipótese, a Albânia caucasiana foi incorporada ao império medo, já no século VII ou VI aC. No entanto, geralmente acredita-se que uma crescente influência persa na região esteja relacionada com a defesa das fronteiras do norte da Pérsia, de invasores nômades. Já no império aquemênida, medidas podem ter sido tomadas para fortalecer as passagens do Cáucaso. Em meados do século VI a.C., a Albânia foi incorporada ao império aquemênida; mais tarde foi controlada pela satrapia aquemênida da Média. A construção de fortificações e portões dentro e ao redor de Derbente é tradicionalmente atribuída ao Império Sassânida.